# Jan Nepomucen Głowacki
Jan Nepomucen Głowacki (Cracovia, 1802 – Cracovia, 28 luglio 1847) è stato un pittore polacco, considerato il pittore paesaggistico più importante del primo XIX secolo in Polonia.

## Biografia
Głowacki studiò pittura presso la Scuola di Belle Arti di Cracovia e successivamente presso le accademie di Praga e Vienna, così come Roma e Monaco. Tornato a Cracovia nel 1828, divenne maestro di pittura e disegno. Dal 1842 fu docente presso la Facoltà di pittura paesaggistica presso la Scuola di Belle Arti. Il suo lavoro si trova presso il Museo Nazionale della Polonia. Alcuni dei suoi lavori sono stati saccheggiati dalla Germania nazista nella seconda guerra mondiale e non sono mai stati recuperati.

## Galleria d'immagini

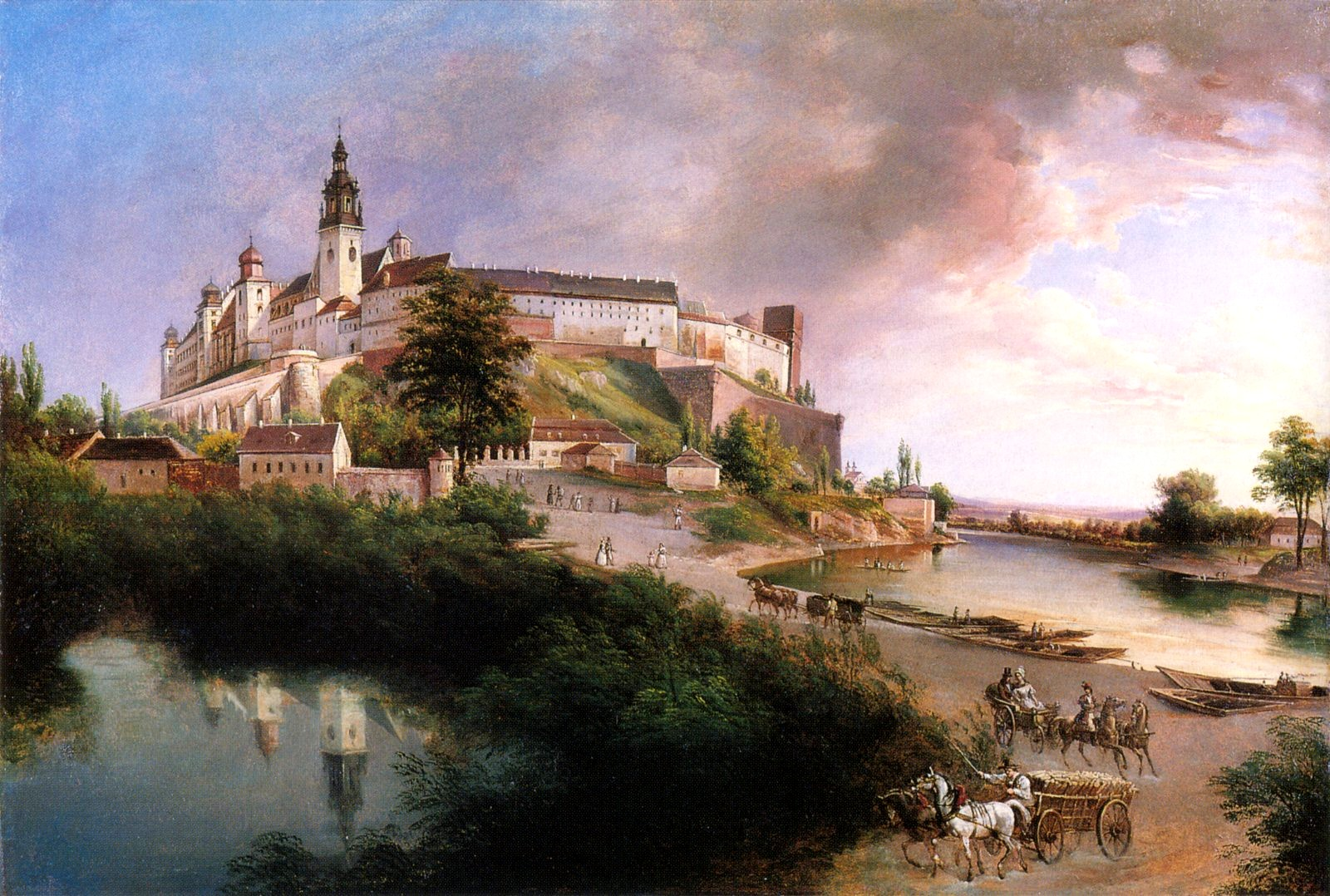
Veduta di Castello Wawel a Cracovia
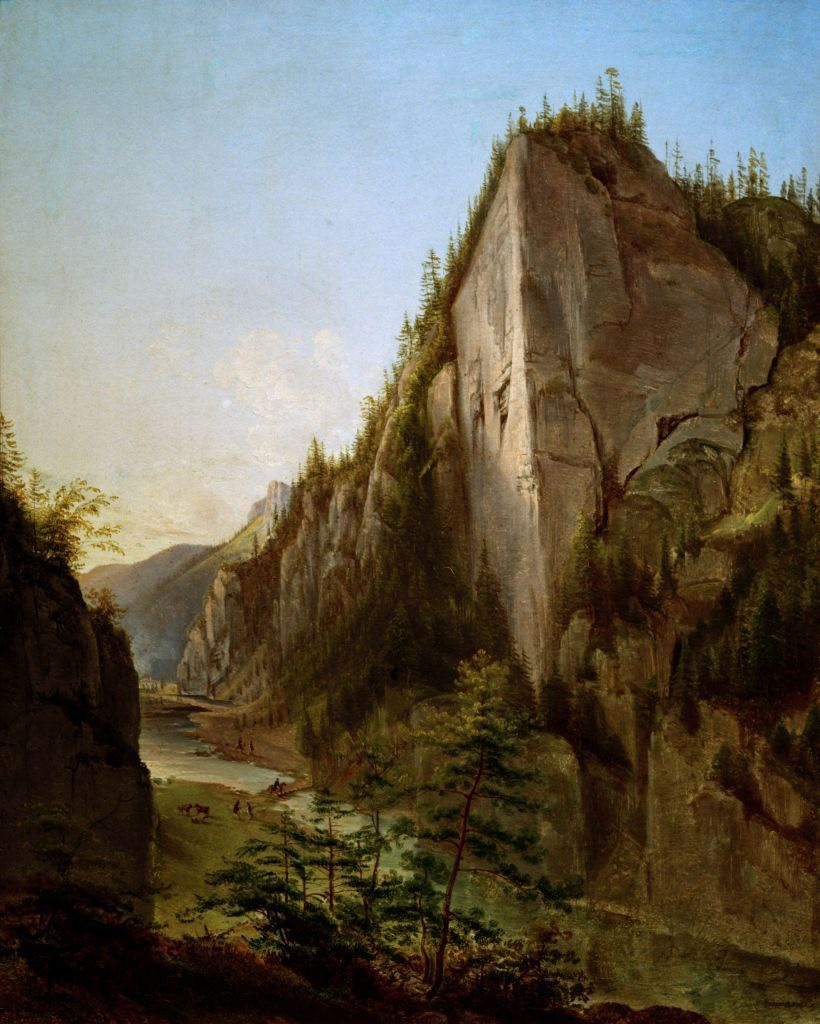
Dolina Kościeliska valley, Tatras
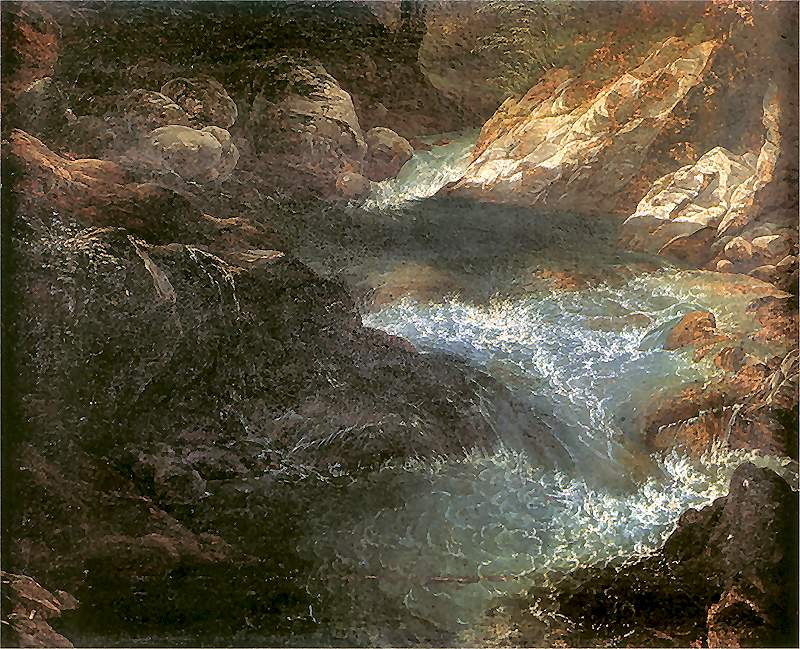
Potok górski (Mountain stream)
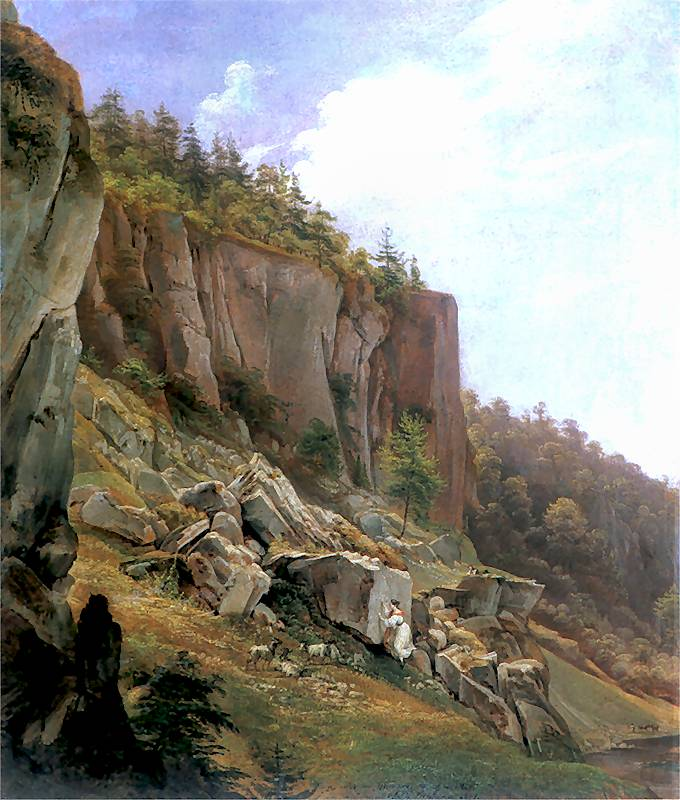
Krajobraz z Ojcowa